# Горич, Николай Николаевич
Никола́й Никола́евич Го́рич (Вишневе́цкий; 1877 — 1949) — российский и советский актёр театра и кино, Заслуженный артист РСФСР (1937).

## Биография
Николай Николаевич Горич (настоящая фамилия Вишневецкий) родился в 1877 году. Играл в театре Корша. Актёр Малого театра с 18 августа 1923 года по 8 апреля 1948 года.

Умер в 1949 году, похоронен на Ваганьковском кладбище.

### Семья
- Жена — Елизавета Александровна Юзвицкая (1887—1960), артистка, преподаватель дикции. Учила многих известных людей, в том числе диктора Юрия Борисовича Левитана[3].

## Награды и премии
- орден «Знак Почёта» (26.10.1949)
- Заслуженный артист РСФСР (1937)

## Работы в театре
1. 1912 — Маскарад М. Ю. Лермонтова — Казарин (театр Корша)[4]
2. 1913 — «Дядя Ваня» А. П. Чехова (1913; Мичуринский драматический театр)

- «Любовь Яровая» К. А. Тренева — Горностаев (Малый театр)

## Фильмография
1. 1915 — Война и мир — князь Василий (фильм утрачен)
2. 1915 — Петербургские трущобы (фильм утрачен)
3. 1917 — Иди за мной — Гольд, управляющий Каширина
4. 1917 — Кредиторы счастья
5. 1917 — Куртизанка и рыбак
6. 1918 — Болотные миражи — Абрам Самойлович Гольдберг, управляющий
7. 1918 — Золотая осень — отец Жана
8. 1918 — Изломы жизни
9. 1918 — Песнь любви недопетая
10. 1925 — Трагедия Евлампия Чиркина
11. 1926 — Машинист Ухтомский
12. 1927 — Железом и кровью — Лежнев, коммерции советник